# Franciscana Cirer Carbonell
Francinaina Cirer Carbonell, S.C. (1. června 1781, Sencelles – 27. února 1855, tamtéž) byla španělská římskokatolická řeholnice, zakladatelka a členka kongregace Milosrdných sester svatého Vincence z Pauly. Katolická církev ji uctívá jako blahoslavenou.

## Život

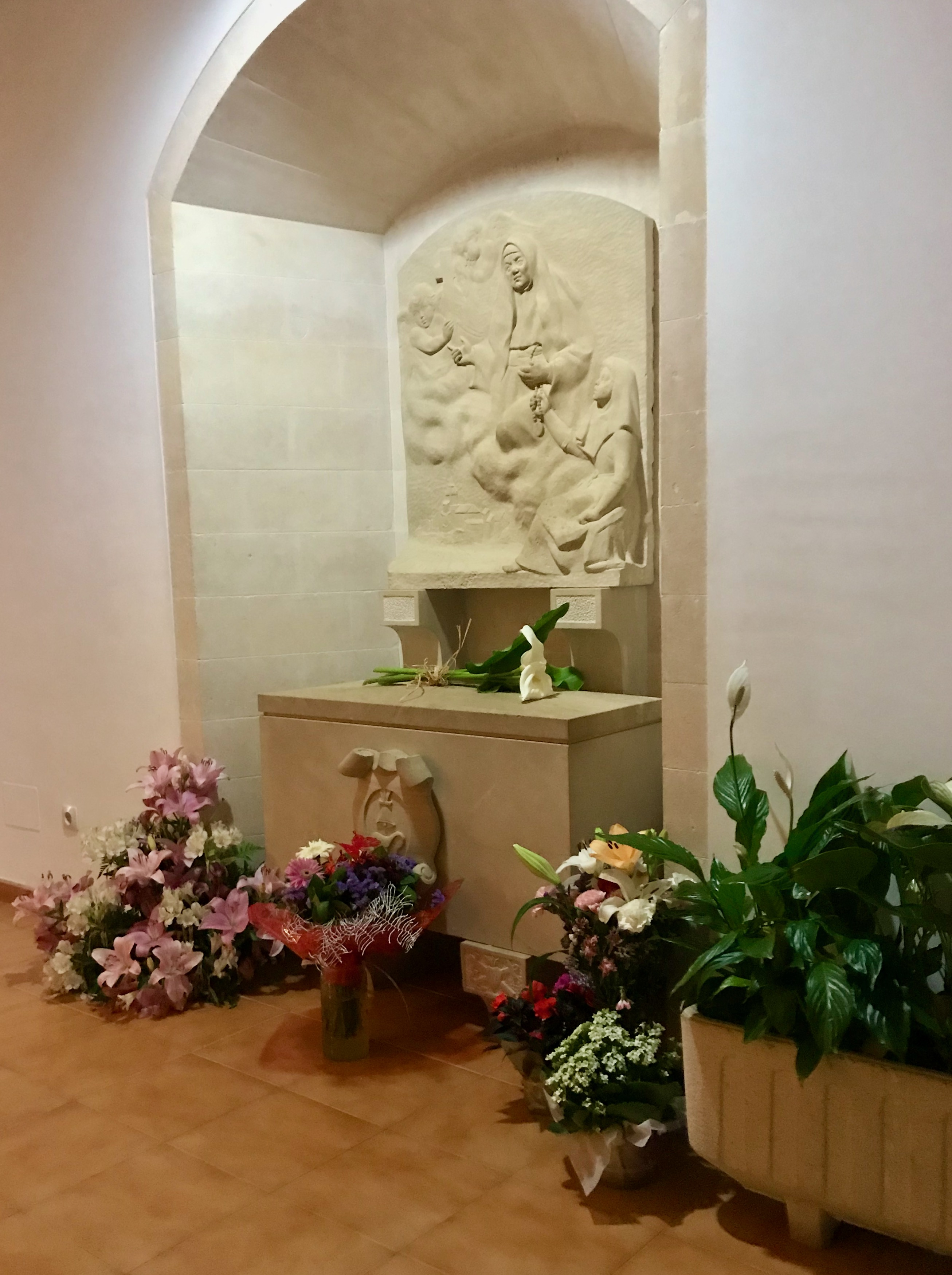
Její hrobka v řeholním domě v Sencelles

Narodila se dne 1. června 1781 v obci Sencelles na Mallorce jako poslední ze šesti dětí rolníků Paula Cirera a Joany Carbonell. Vyrůstala v zbožné rodině a byla vedena k pomoci potřebným. V dětství pracovala se svými rodiči a sourozenci na poli. Nedostalo se jí vzdělání, pročež zůstala negramotná. V roce 1788 přijala svátost biřmování a v roce 1791 první svaté přijímání.
Toužila vstoupit do kláštera v Palmě, ale její otec se proti tomu stavěl. Roku 1807 také zemřela její matka, kterou roku 1810 následoval i otec a mezi lety 1788–1804 přišla o pět svých bratrů. Následující zhruba tři desetiletí žila ve svém domě asketickým způsobem v odříkání. Vyučovala také katechismus a pomáhala nemocným a chudým. Brzy se stala velmi oblíbenou, kdy mnozí ji navštěvovali s prosbou o radu či duchovní povzbuzení.
Spolu s několika ženami utvořila řeholní komunitu, ze které vznikla jí založená ženská řeholní kongregace Milosrdných sester svatého Vincence z Pauly. Posláním její kongregace se staly výuka katechismu a návštěvy nemocných v domácnostech. Při slibu 7. prosince 1851 přijala za své řeholní jméno Francinaina od Bolestné Matky Boží. Často mívala vidění andělů a jednou se údajně v extatickém stavu vznesla ze země.
Zemřela na mrtvici dne 27. února 1855 ve své rodné obci. Počet lidí, kteří se zúčastnili jejího pohřbu, byl obrovský. Její ostatky spočívají v řeholním domě jí založené kongregace v Sencelles.

## Úcta
Její beatifikační proces započal dne 4. prosince 1940, čímž obdržela titul služebnice Boží. Dne 21. března 1985 ji papež sv. Jan Pavel II. podepsáním dekretu o jejích hrdinských ctnostech prohlásil za ctihodnou. Dne 28. listopadu 1988 byl uznán zázrak na její přímluvu, potřebný pro její blahořečení.
Blahořečena pak byla dne 1. října 1989 v bazilice sv. Petra papežem sv. Janem Pavlem II.
Její památka je připomínána 27. února. Bývá zobrazována v řeholním oděvu.